# Anne-Marie Rindom
Anne-Marie Rindom (ur. 14 czerwca 1991) – duńska żeglarka sportowa, brązowa medalistka olimpijska z Rio de Janeiro.
Zawody w 2016 były jej drugimi igrzyskami olimpijskimi, debiutowała w 2012 (trzynaste miejsce). W Brazylii zajęła trzecie miejsce w klasie Laser. Była mistrzynią świata w tej klasie w 2015, brązową medalistką światowego czempionatu w 2016. Tytuł mistrzyni świata zdobyła też w klasie Europa (2009. w 2008 była druga).